# The Beatnuts
The Beatnuts är en hiphopgrupp från New York, som bildades 1989. Gruppen är medlem i det hiphopkollektivet Native Tongues och består av medlemmarna JuJu och Psycho Les samt tidigare även Kool Fashion (senare kallad Al Tariq).

## Diskografi (urval)
Studioalbum
- 1994 – The Beatnuts: Street Level
- 1997 – Hydra Beats Volume 5
- 1997 – Stone Crazy
- 1999 – A Musical Massacre
- 1999 – World Famous Classics
- 2001 – Take It or Squeeze It
- 2002 – The Originators
- 2004 – Milk Me

EP
- 1993 - Intoxicated Demons
- 1998 - The Spot (Remix EP)
- 2009 - Intoxicated Demos

Singlar
- 1993 - No Equal / Psycho Dwarf
- 1994 - Hit Me With That / Get Funky
- 1994 - Props Over Here
- 1994 - We Came Here
- 1997 - Fluid/40 oz/Sandwiches (Re-Mix)
- 1997 - Off the Books
- 1999 - Beatnuts Forever
- 1999 - Se Acabo (Remix)
- 1999 - Watch Out Now / Turn It Out
- 2001 - Let's Git Doe
- 2002 - Very Good My Friends (Remix)
- 2002 - We Got the Funk
- 2002 - Work that Pole
- 2003 - Simple Murder
- 2003 - Hot

Samlingsalbum
- 2002 - Classic Nuts Vol. 1
- 2008 - U.F.O. Files: Unreleased Joints